# Consejo de Patriarcas Católicos de Oriente

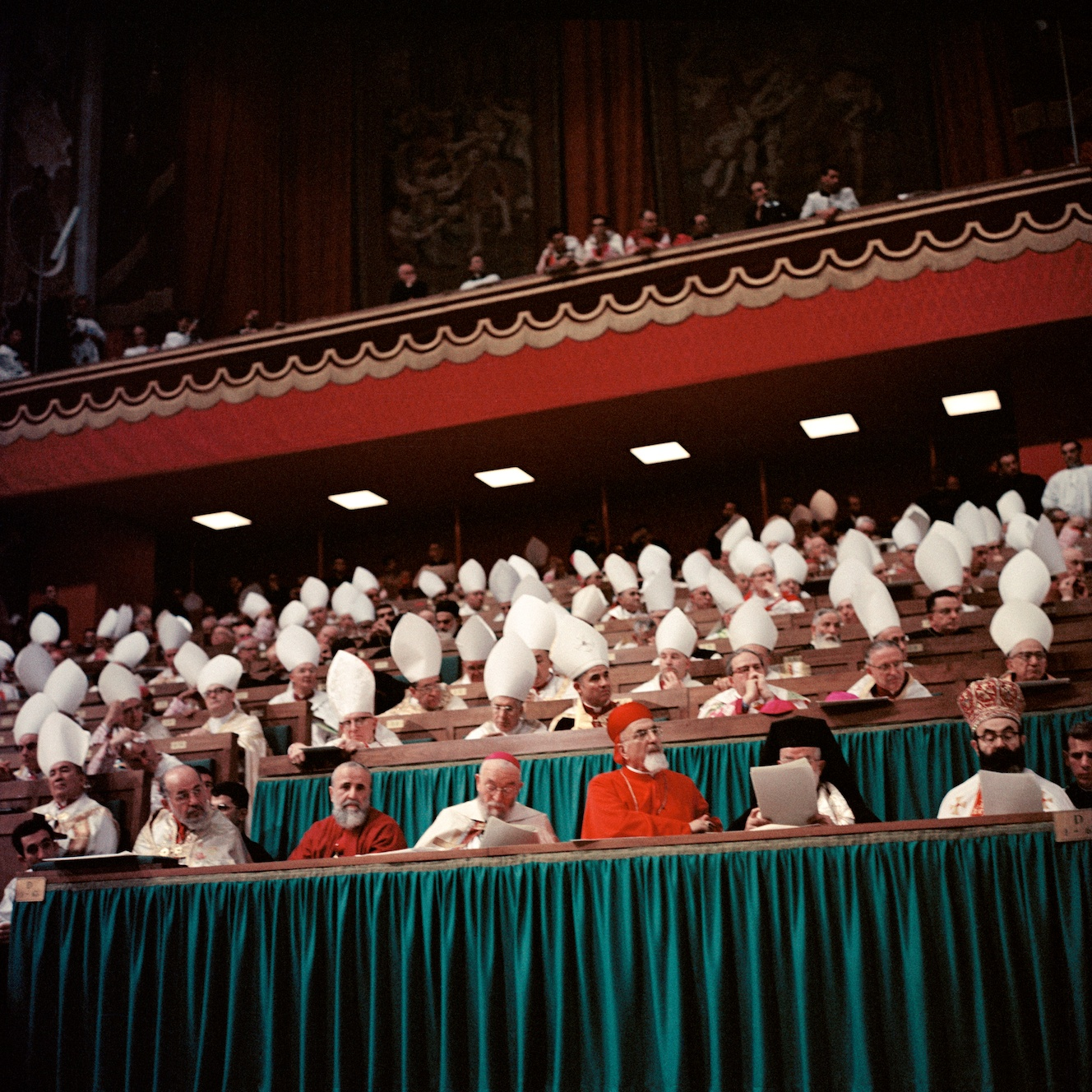
En la primera fila, los patriarcas católicos orientales durante el Concilio Vaticano II.

El Consejo de Patriarcas Católicos de Oriente (CPCO; en francés: Conseil des Patriarches Catholiques d’Orient; en inglés: Council of Catholic Patriarchs of the East, y en árabe: مجلس بطاركة الشرق الكاثوليك التي‎, romanizado: majlis bitarikat alshrq alkathwlyk alty) es una institución colegial de la Iglesia católica con personalidad jurídica que reúne a los patriarcas de las Iglesias orientales y el patriarca latino de Jerusalén. Respeta todos los derechos y privilegios del Santo Sínodo de cada Iglesia patriarcal, así como los de la asamblea de jerarcas de cada país. Su sede se encuentra en Bkerké y su primera reunión se llevó a cabo en 1991 en Bikfaya, Líbano.

## Objetivos
Los objetivos del CPCO son los siguientes:
- Reflexionar sobre la situación de los católicos orientales para promover la vida cristiana.
- Coordinar la actividad pastoral de las Iglesias católicas orientales.
- Ofrecer a las Iglesias católicas orientales la oportunidad de expresar su punto de vista y estudiar las cuestiones que conciernen a sus fieles y a sus países.
- Reforzar el futuro del cristianismo en Oriente como prioridad, en la conciencia de las propias Iglesias orientales, en la solicitud de la Iglesia universal y en las instancias nacionales e internacionales.
- Consolidar el vínculo entre los fieles de la diáspora y sus Iglesias patriarcales.
- Promover el diálogo ecuménico e interreligioso.
- Asegurar la participación activa de la familia católica en los trabajos del Consejo de Iglesias del Medio Oriente (MECC).
- Promover la justicia, la paz, el desarrollo y el respeto de los derechos humanos, especialmente de las mujeres y de la familia, y en las relaciones entre los pueblos.

## Composición
Los miembros del Consejo en orden de precedencia son los patriarcas católicos de Alejandría, Antioquía, Bagdad, Cilicia y Jerusalén, quienes se turnan la presidencia de las sesiones en orden alfabético:
1. Patriarcado de Alejandría de los coptos católicos
2. Patriarcado de Antioquía de los maronitas
3. Patriarcado de Antioquía de los melquitas
4. Patriarcado de Antioquía de los sirios católicos
5. Patriarcado de Bagdad de los caldeos
6. Patriarcado de Cilicia de los armenios
7. Patriarcado latino de Jerusalén

Cada patriarca es el responsable de preparar y organizar la sesión anual que le corresponde presidir. Además, los patriarcas pueden asistir a cada sesión con un secretario.

Miembros del Consejo
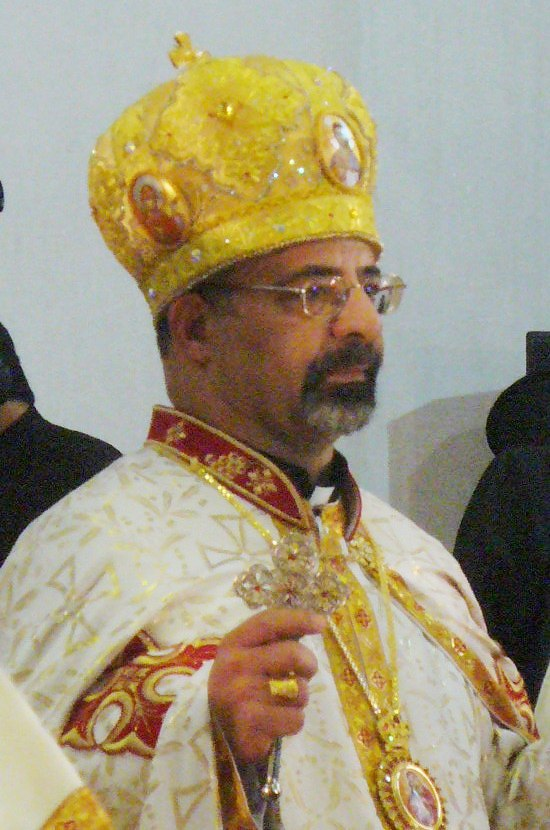
Abraham Isaac Sidrak, patriarca copto católico de Alejandría.
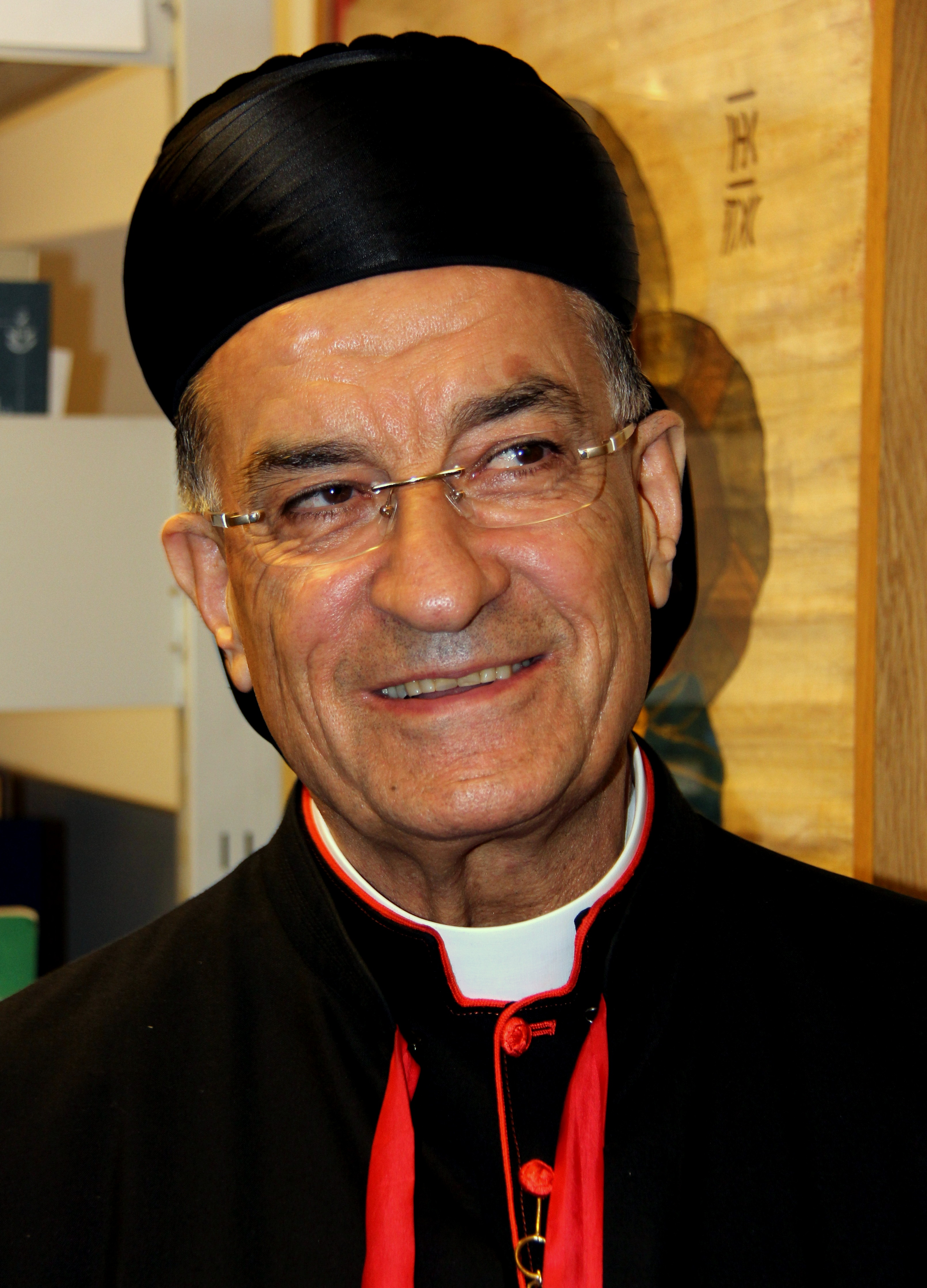
Bechara Pedro Rai, patriarca maronita de Antioquía y todo el Oriente.
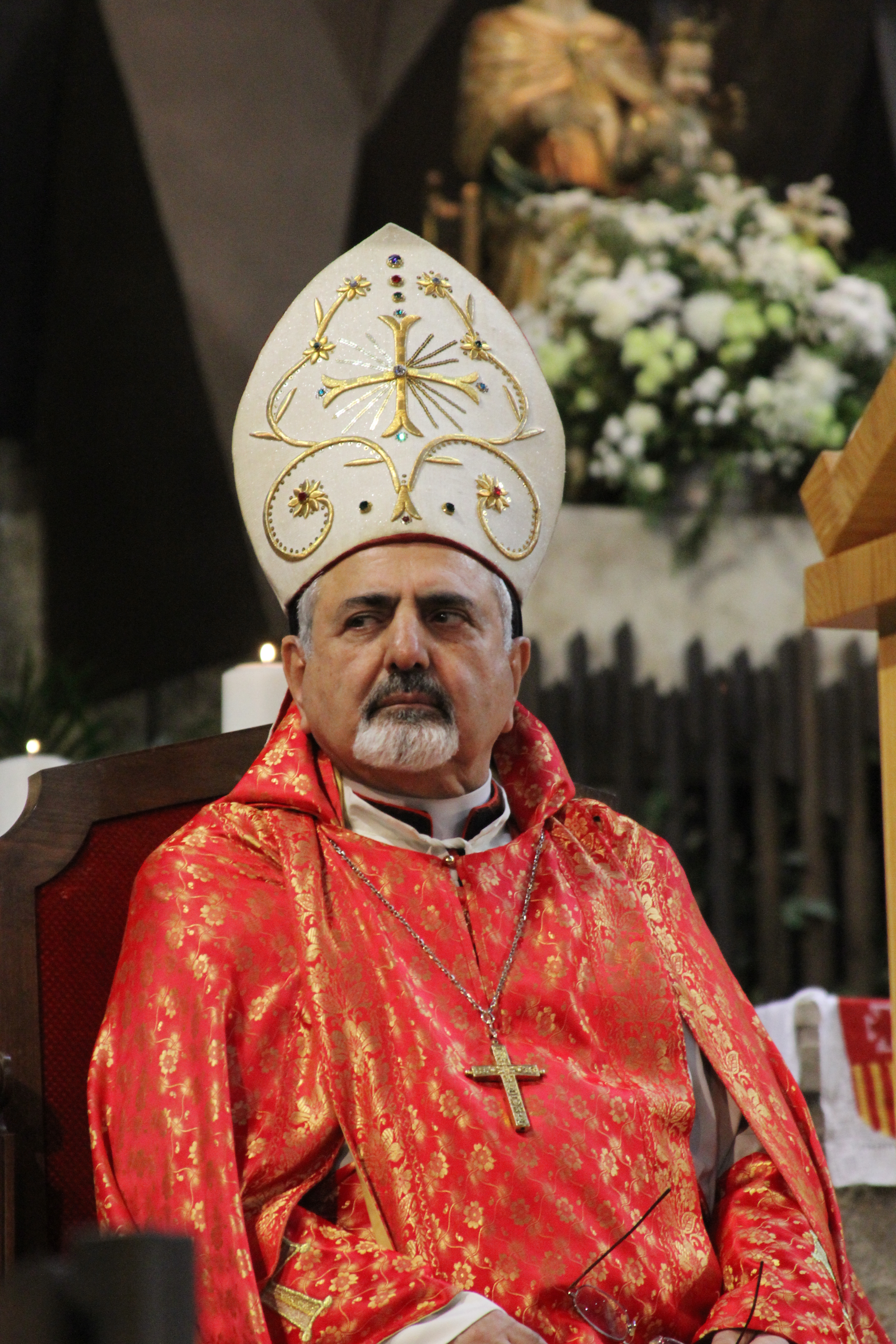
Ignacio José III Younan, patriarca sirio-católico de Antioquía y todo el Oriente.
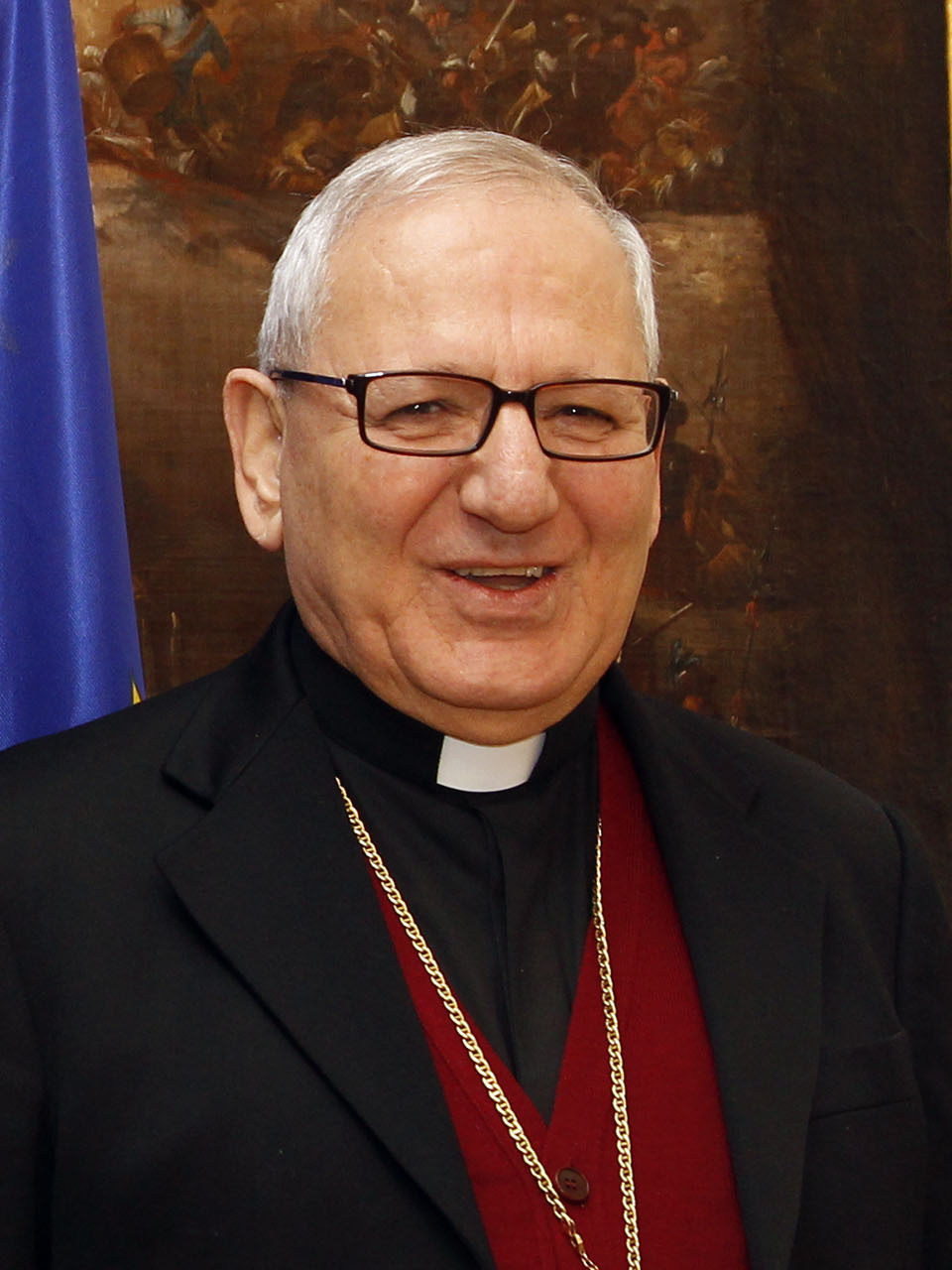
Luis Rafael I Sako, patriarca-catolicós de Bagdad de los caldeos.
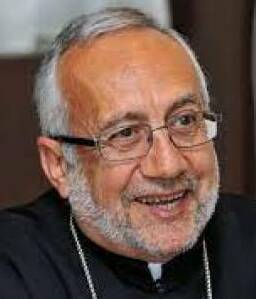
Rafael Pedro XXI Minassian, patriarca-catolicós de Cilicia de los armenios católicos.
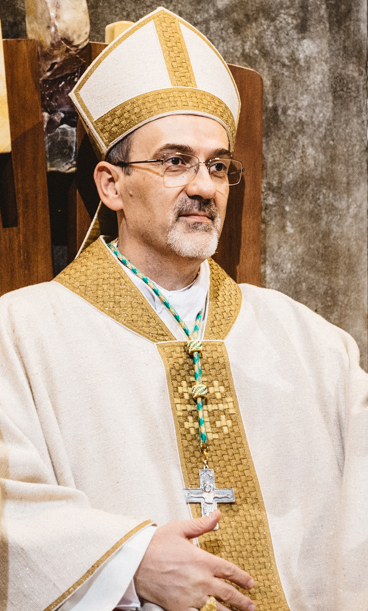
Pierbattista Pizzaballa, patriarca latino de Jerusalén.